# Wallace Harrison

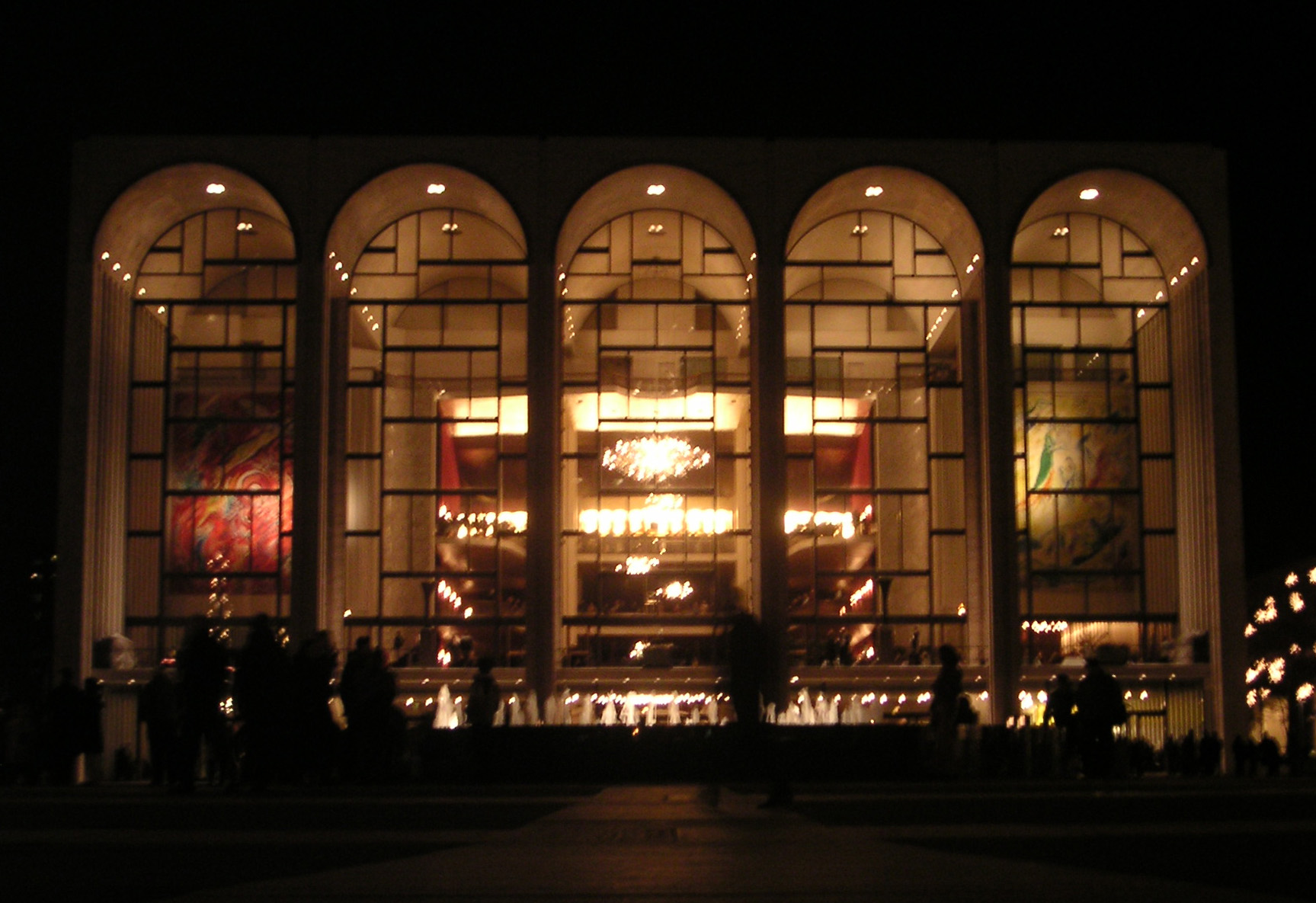
El Metropolitan Opera House, en el Lincoln Center para las Artes Escénicas, visto desde la Lincoln Center Plaza

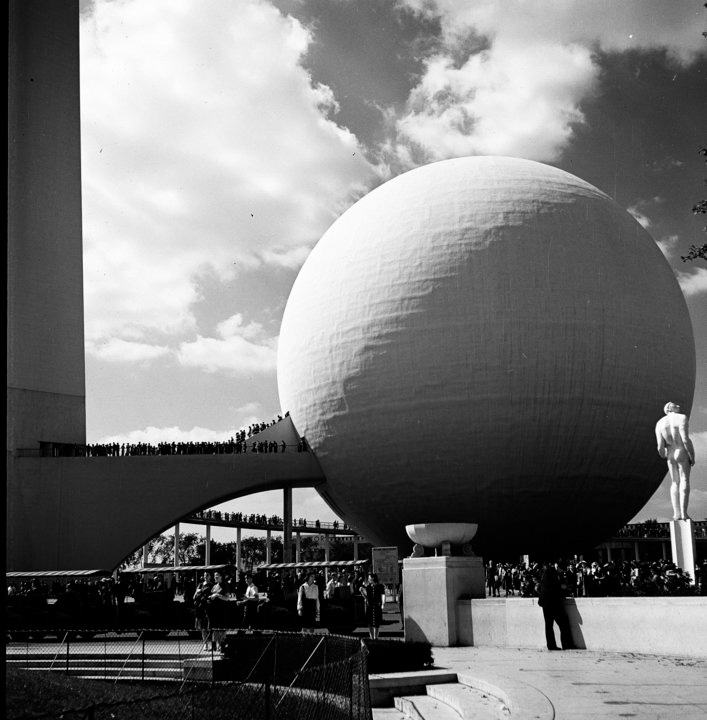
Perisferio en la Feria Mundial de Nueva York de 1939

Wallace Kirkman Harrison (28 de septiembre de 1895 – 2 de diciembre de 1981) fue un arquitecto estadounidense. Harrison comenzó su carrera profesional con la firma de Corbett, Harrison & MacMurray, participando en la construcción del Rockefeller Center. Es conocido por la ejecución de grandes proyectos públicos en Nueva York y el norte del estado, muchos de ellos resultado de su larga y fructífera relación personal con Nelson Rockefeller, del que fue asesor.

## Trayectoria
El trabajo de Harrison a mediados del siglo XX comprendía grandes proyectos públicos en el estilo moderno y edificios de oficinas. Cuando era joven, Harrison tomó clases de ingeniería en el Instituto Politécnico de Worcester y de arquitectura en el Club de Arquitectura de Boston; estudió en la École des Beaux-Arts a principios de la década de 1920 y usó la Rotch Taveling Scholarship en 1922. 
Trabajó para McKim, Mead & White y Bertram Grovesnor Goodhue de 1916 a 1923, y más tarde formó una serie de asociaciones arquitectónicas. Harrison participó con los equipos de arquitectura que diseñaron el complejo art deco Rockefeller Center en la ciudad de Nueva York, completado en 1939. Su cuñado estaba casado con la hija de John D. Rockefeller'Jr, Abigail y Harrison se desempeñan como diseñador y arquitecto asesor de Nelson Rockefeller, especialmente en los años en que Rockefeller fue gobernador de Nueva York.
En 1941, Harrison se unió a Max Abramowitz para formar la firma de Harrison & Abramowitz. En asociación con Abramovitz, Harrison diseñó decenas de edificios universitarios y corporativos, incluidos los edificios Time & Life (1959) y Socony-Mobil (1956), ambos lugares designados como puntos de referencia de la Ciudad de Nueva York.

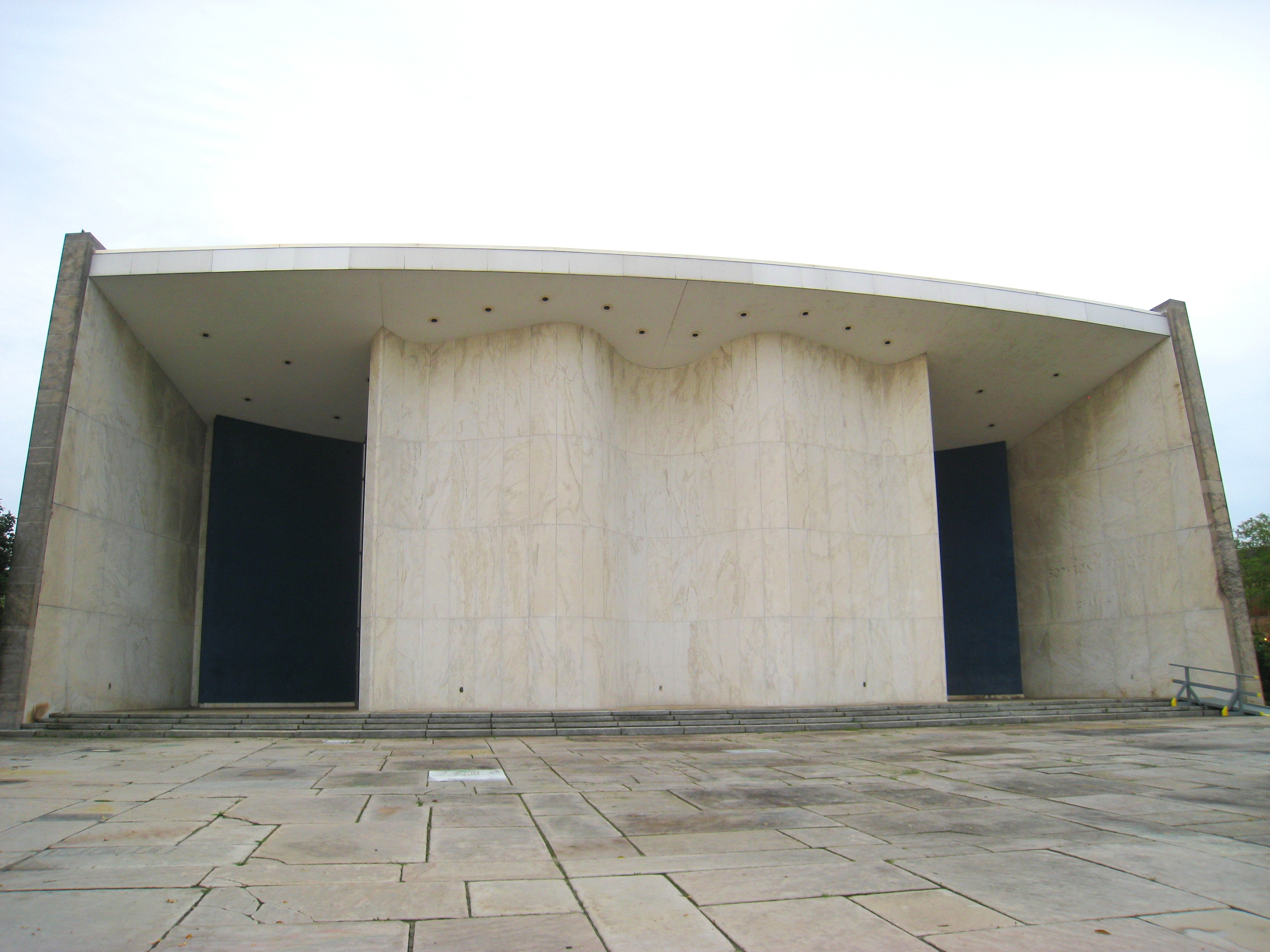
Oberlin College - Hall Auditorium

Entre los proyectos más destacados de Harrison se encuentran el Metropolitan Opera House en el Lincoln Center for Performing Arts y el Empire State Plaza en Albany; también se desempeñó como Director de Planificación en el complejo de las Naciones Unidas, que se construyó sobre las propiedades de un matadero que aportó la familia Rockefeller (los Rockefeller eran propietarios de los Tudor City Apartments en First Avenue). Harrison también desarrolló el diseño para el Pershing Memorial en Washington D. C. (hoy conocido como Pershing Park y sede del Monumento Nacional de la Primera Guerra Mundial).
Además de su trabajo de arquitectura, Harrison se desempeñó como planificador maestro y arquitecto supervisor para una serie de importantes proyectos con sede en Long Island, incluidas las Ferias Mundiales de 1939 y 1964 en los aeropuertos de Flushing, Queens, y LaGuardia e Idlewild (ahora John F. Kennedy).
Los principales proyectos de Harrison están marcados por una planificación directa y un funcionalismo sensible, aunque sus proyectos laterales residenciales muestran un estilo más experimental. En 1931, Harrison estableció un retiro de verano de 4,5 Ha en West Hills, Nueva York, que fue un ejemplo y taller muy temprano para el Estilo Internacional en los Estados Unidos, y un centro social e intelectual de arquitectura, arte, y política. La casa incluye un salón circular de 9,8 m, que se rumorea que fue el prototipo del Rainbow Room en el Rockefeller Center. Otras dos salas circulares completan el centro del diseño de Harrison. Entre los visitantes e invitados frecuentes se encontraban Nelson Rockefeller, Robert Moses, Marc Chagall, Le Corbusier, Alexander Calder y Fernand Léger. La extensa propiedad rural de Harrison también mostró sus relaciones con los arquitectos contemporáneos. Por ejemplo, poco después de comprar la propiedad en 1931, Harrison y su esposa compraron Aluminaire House, una estructura de acero y aluminio icónica, compacta y lista para ensamblar diseñada por el arquitecto suizo Albert Frey y luego la editora de Architectural Record, a Lawrence Kocher.
Harrison recopiló obras de Calder y Léger y encargó otras nuevas para los edificios que diseñó, incluida su casa de campo en Long Island en West Hills, Nueva York; un pabellón en la Feria Mundial de Nueva York de 1939; partes del Rockefeller Center; y la sede de las Naciones Unidas. Léger pasó parte de la Segunda Guerra Mundial pintando un mural en el fondo de la piscina de Harrison. Léger también creó un gran mural para la sala circular de la casa y esculpió una forma abstracta para que sirviera como tragaluz. Se dice que el primer espectáculo de Calder tuvo lugar en casa de Harrison. En 1965, Harrison fue nombrado miembro de una comisión para elegir obras de arte moderno para la colección de arte Empire State Plaza del Gobernador Nelson A. Rockefeller en Albany, Nueva York.

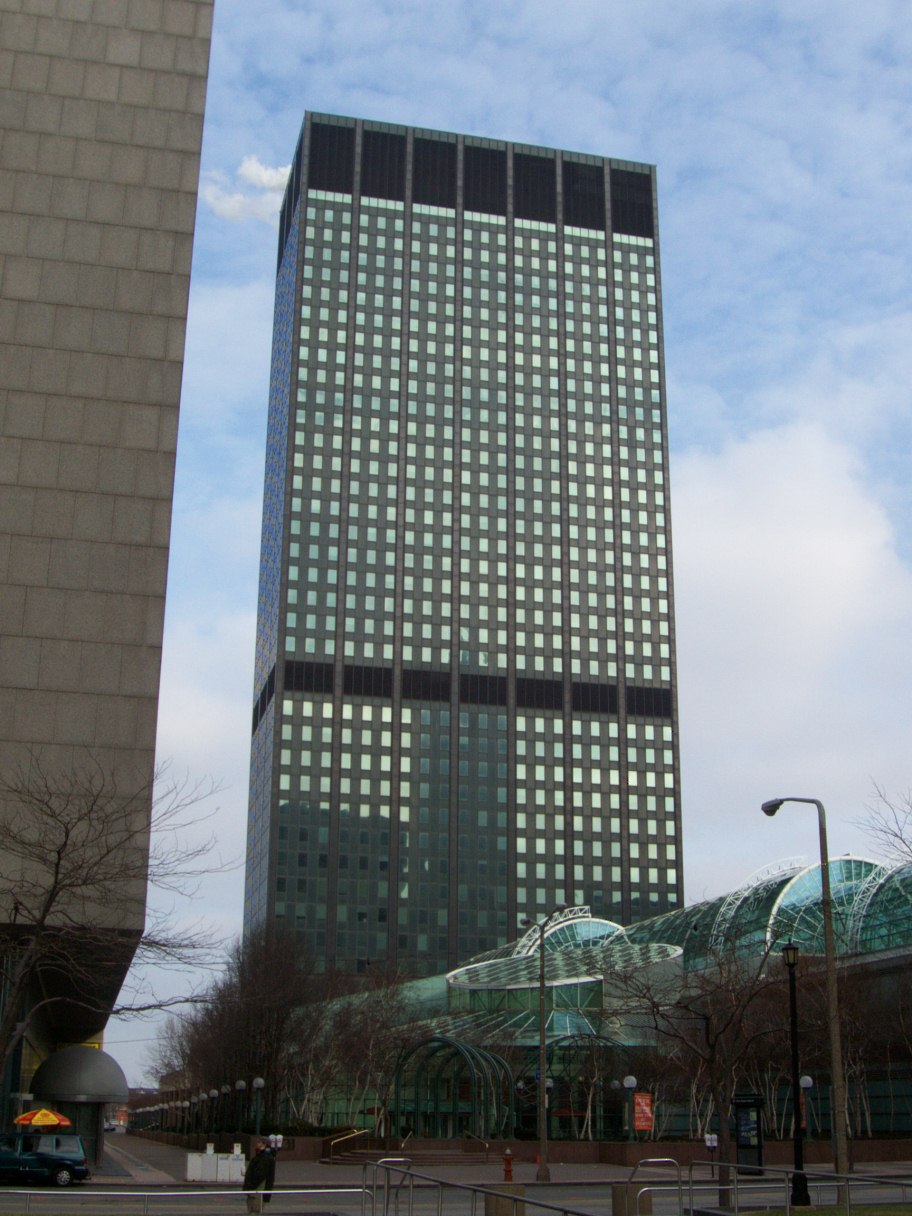
Erieview Tower, Cleveland, Ohio

Entre 1941 y 1943, Harrison diseñó y construyó el Clinton Hill Coops, un complejo de 12 edificios que se divide entre dos "campus" a lo largo de Clinton Ave. en Brooklyn, Nueva York, para albergar a los trabajadores de Brooklyn Navy Yards.
Los dibujos y archivos arquitectónicos de Harrison están a cargo del Departamento de Dibujos y Archivos de la Biblioteca de Arquitectura y Bellas Artes Avery en la Universidad de Columbia.
Harrison fue miembro de la Comisión de Bellas Artes de EE. UU. de 1955 a 1959. En 1967, Harrison recibió la Medalla de Oro de la AIA. En 1938, fue elegido miembro de la Academia Nacional de Diseño como miembro asociado y se convirtió en académico completo en 1948.

## Proyectos más importantes

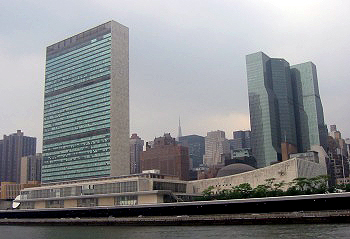
Sede de la ONU en Nueva York

- El Rockefeller Center, parte de los Arquitectos Asociados, 1931-1971
- Los Apartamentos Rockefeller, encargados por Nelson Rockefeller, frente al Jardín de Esculturas del Museo de Arte Moderno, 1936
- Trylon y Perisphere para la Feria Mundial de Nueva York de 1939
- 10 Rockefeller Plaza (Antes Edificio de la Eastern Airlines), parte del Rockefeller Center, 1939
- La Clinton Hill Co-ops, Brooklyn, Nueva York, 1941-43
- Hotel Ávila, Caracas, Venezuela, 1942
- El Museo del Vidrio de Corning, Corning, Nueva York, 1951
- Sophronia Brooks Salón Auditorio, Oberlin, Ohio, 1953
- La Primera Iglesia Presbiteriana, Stamford, Connecticut, 1958
- El edificio Time Life  en el Rockefeller Center, Ciudad de Nueva York, 1959
- El Nelson A. Rockefeller Empire State Plaza, Albany, Nueva York, su último gran proyecto, 1959-1976
- El Hopkins Center for the Arts, de la Universidad de Dartmouth, cuyos detalles prefigurar el Metropolitan Opera House, 1962
- Arquitecto principal de la Sede de las Naciones Unidas, la coordinación de la labor de un grupo de diseñadores, incluyendo a Sven Markelius, Le Corbusier, y Oscar Niemeyer, 1952
- Erieview Tower, Cleveland, Ohio, 1963
- El New York Hall of Science en la Feria Mundial de Nueva York de 1964
- La torre de control de tráfico del Aeropuerto de LaGuardia (1964) (demolida en 2011)[11]
- Biblioteca Hilles, Universidad de Harvard, 1965
- Metropolitan Opera House y el plan maestro para el Lincoln Center para las Artes Escénicas, la coordinación de la obra de Pietro Belluschi, Gordon Bunshaft, Philip Johnson, y Eero Saarinen, 1961-1966 (La Casa de la Ópera, inaugurada en 1966)
- Plan maestro para el Battery Park City, Nueva York, 1966
- 1221 de la avenida de las Américas (Anteriormente edificio McGraw-Hill), en el Rockefeller Center, 1969
- La Edificio Exxon en el Rockefeller Center, 1971
- La National City Tower, Louisville, Kentucky, 1972
- Mansión Jasna Polana, Princeton, Nueva Jersey, alrededor de 1975

## Galería

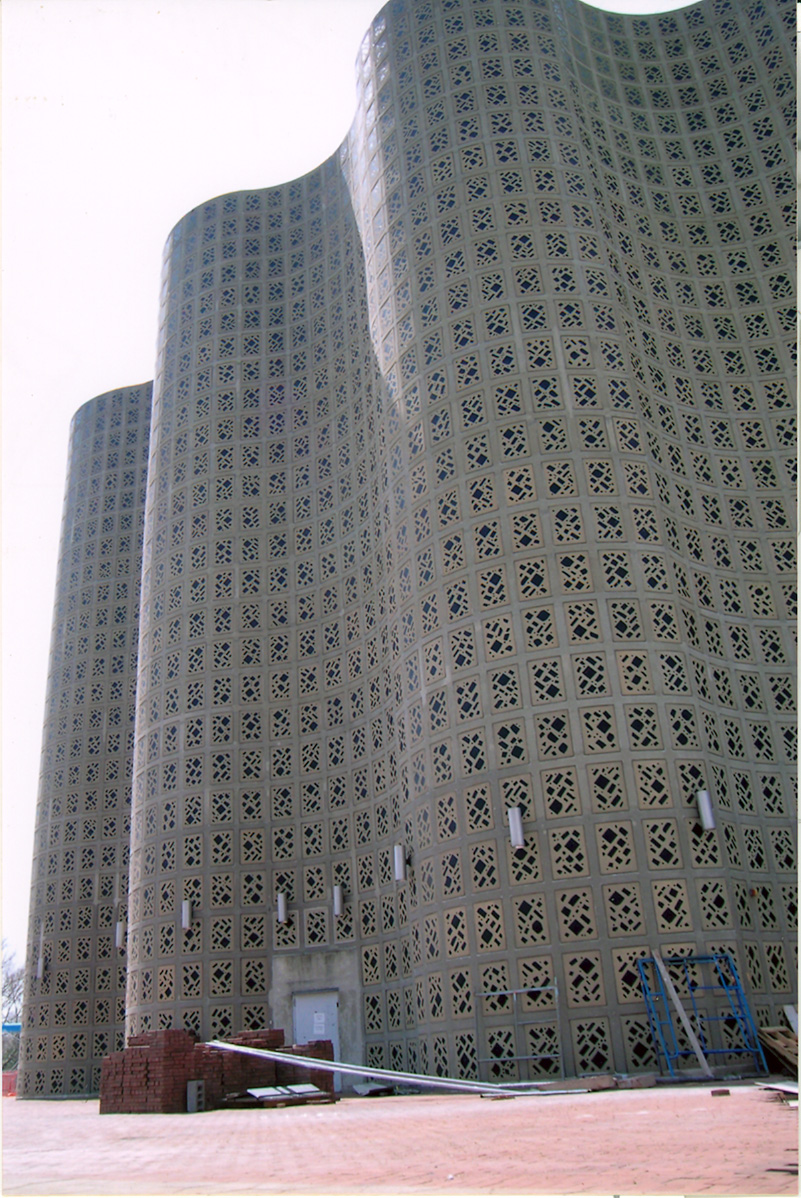
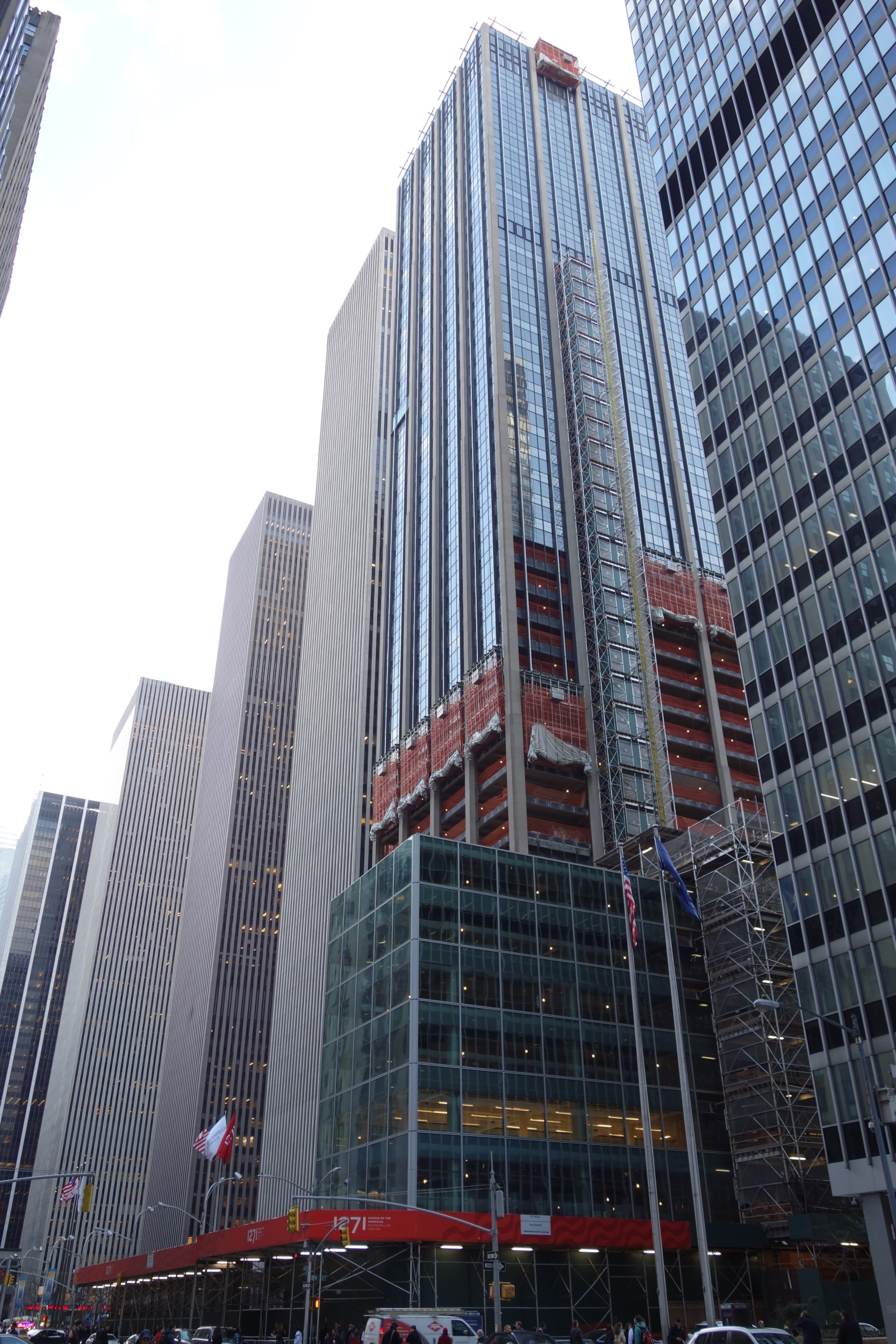
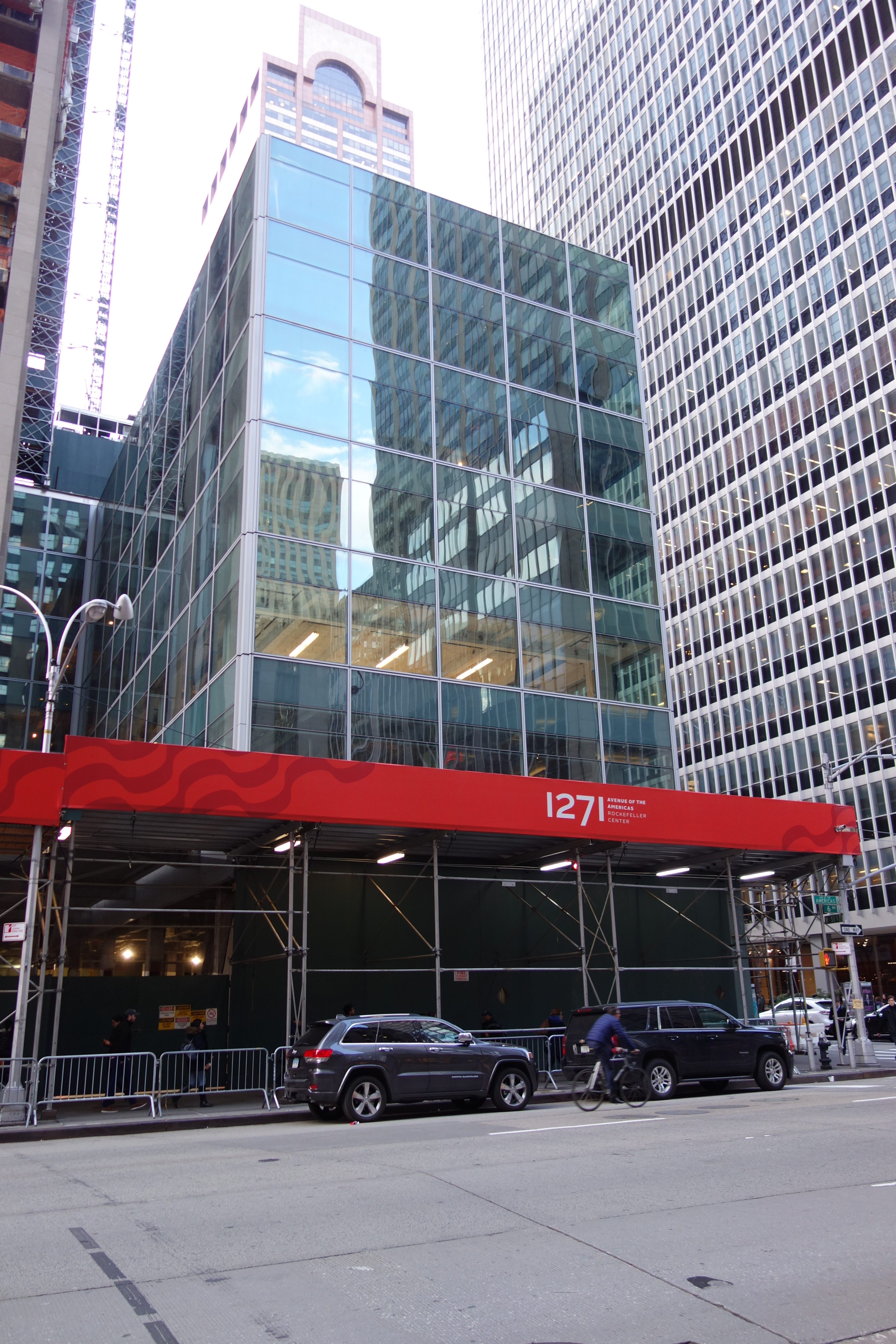
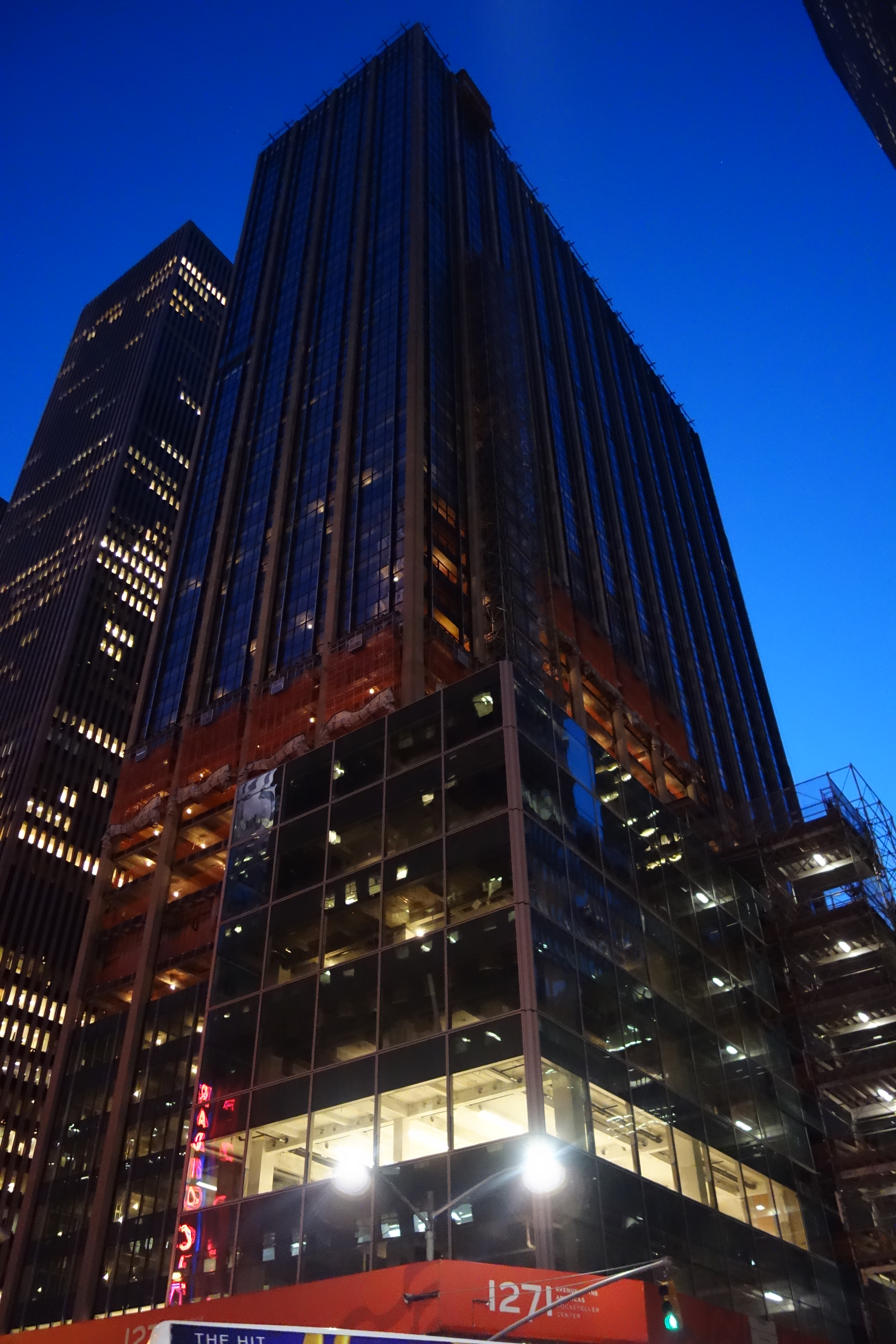
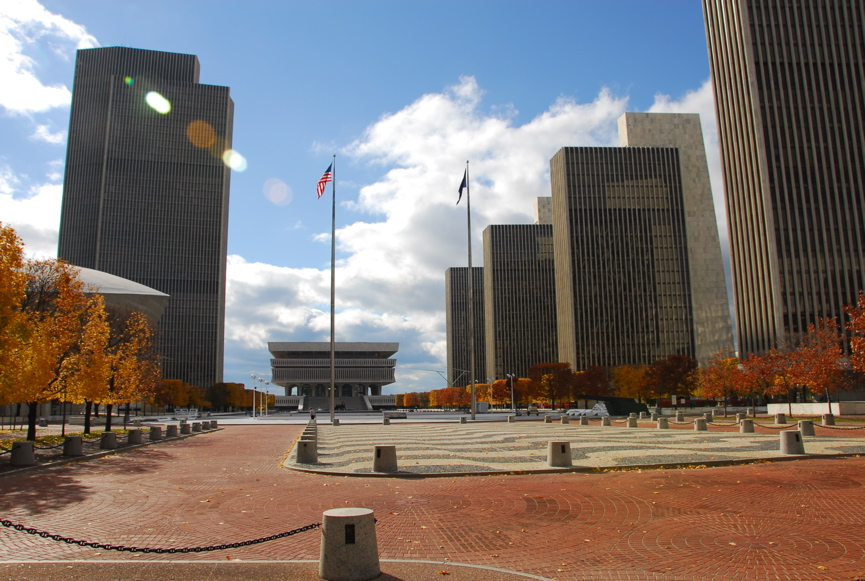
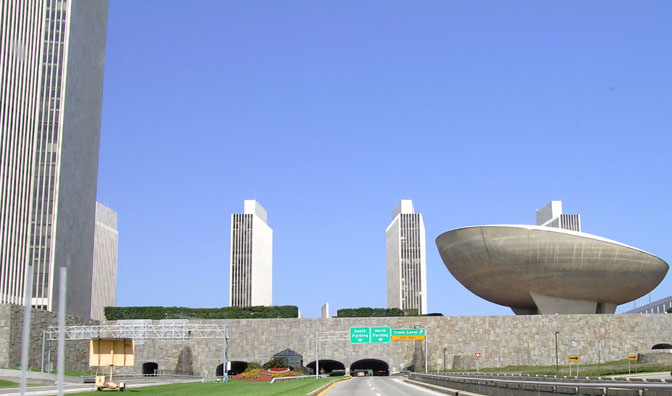
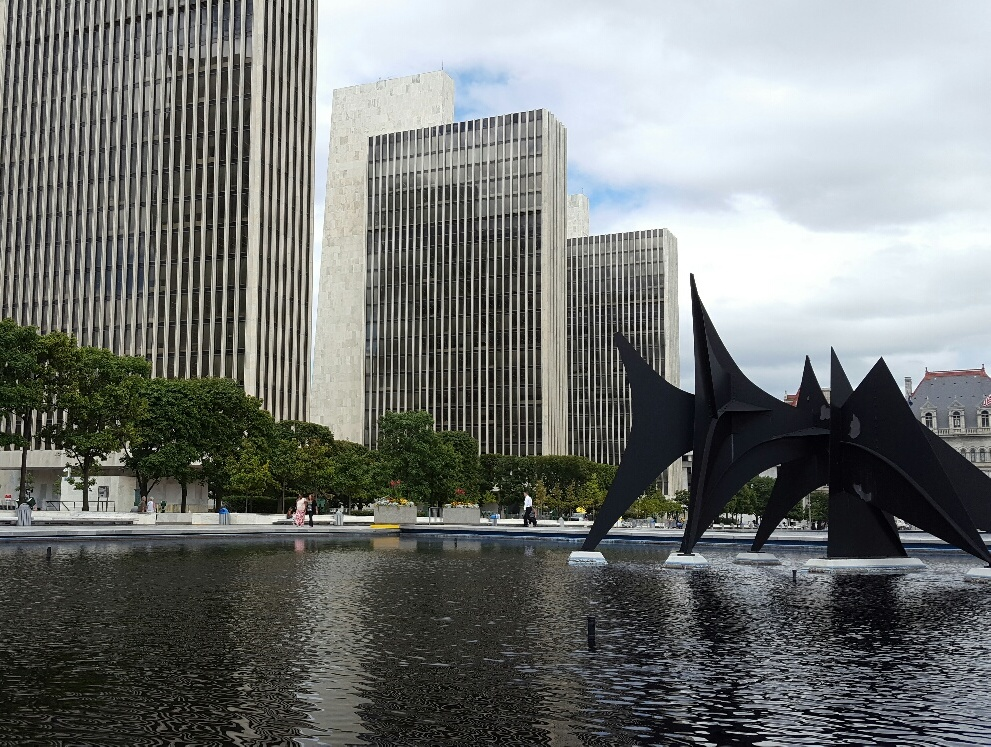
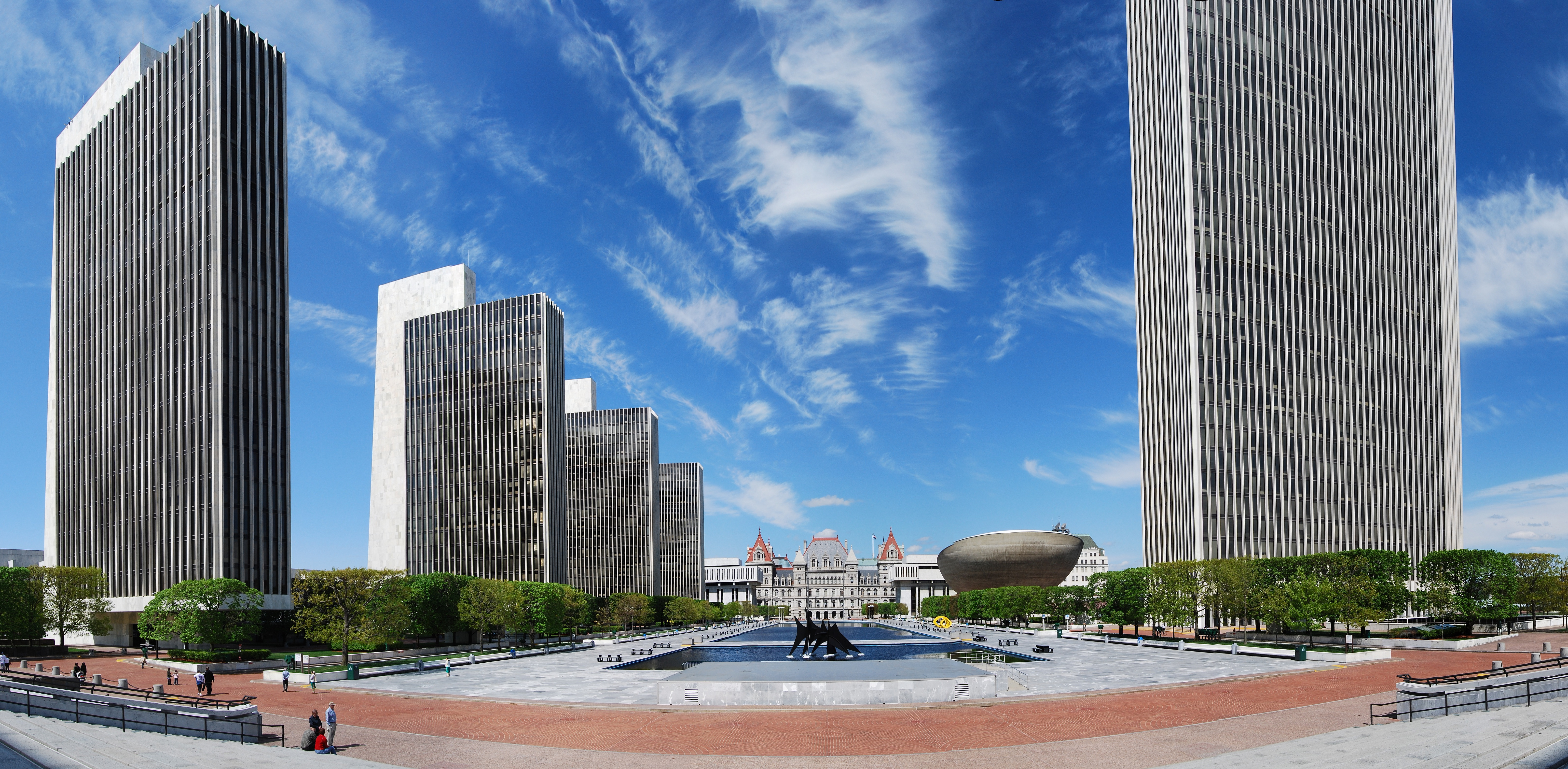
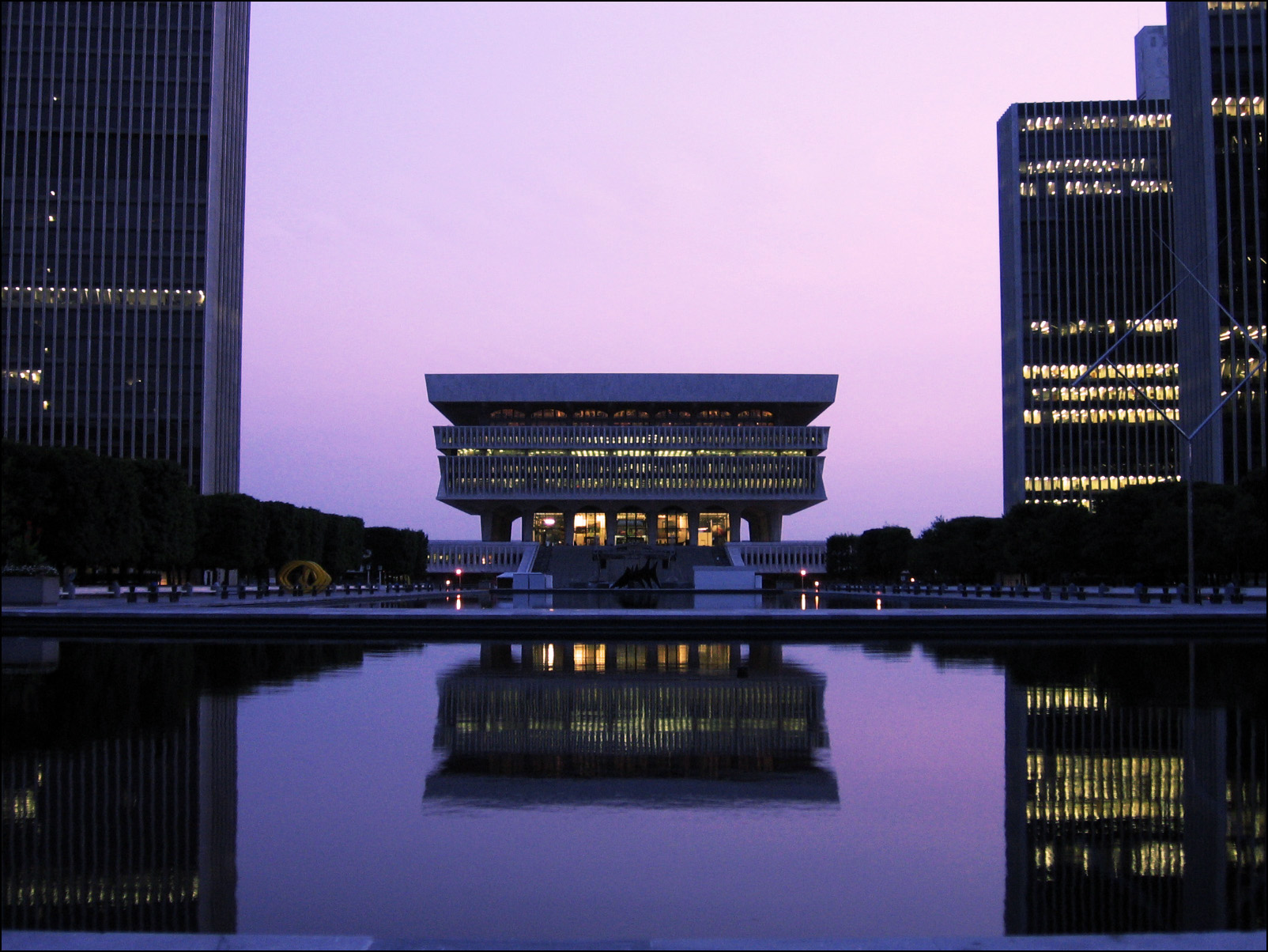
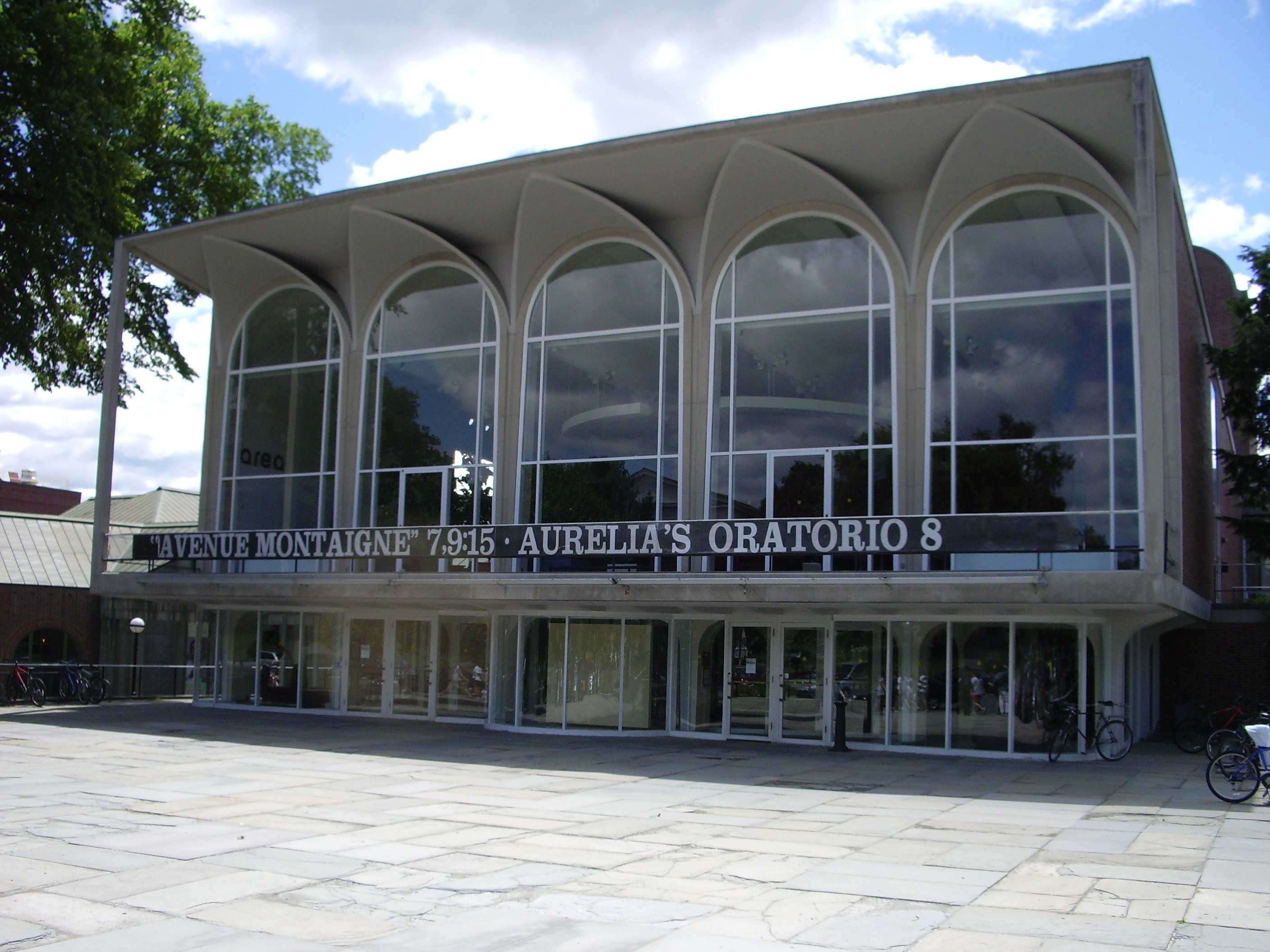
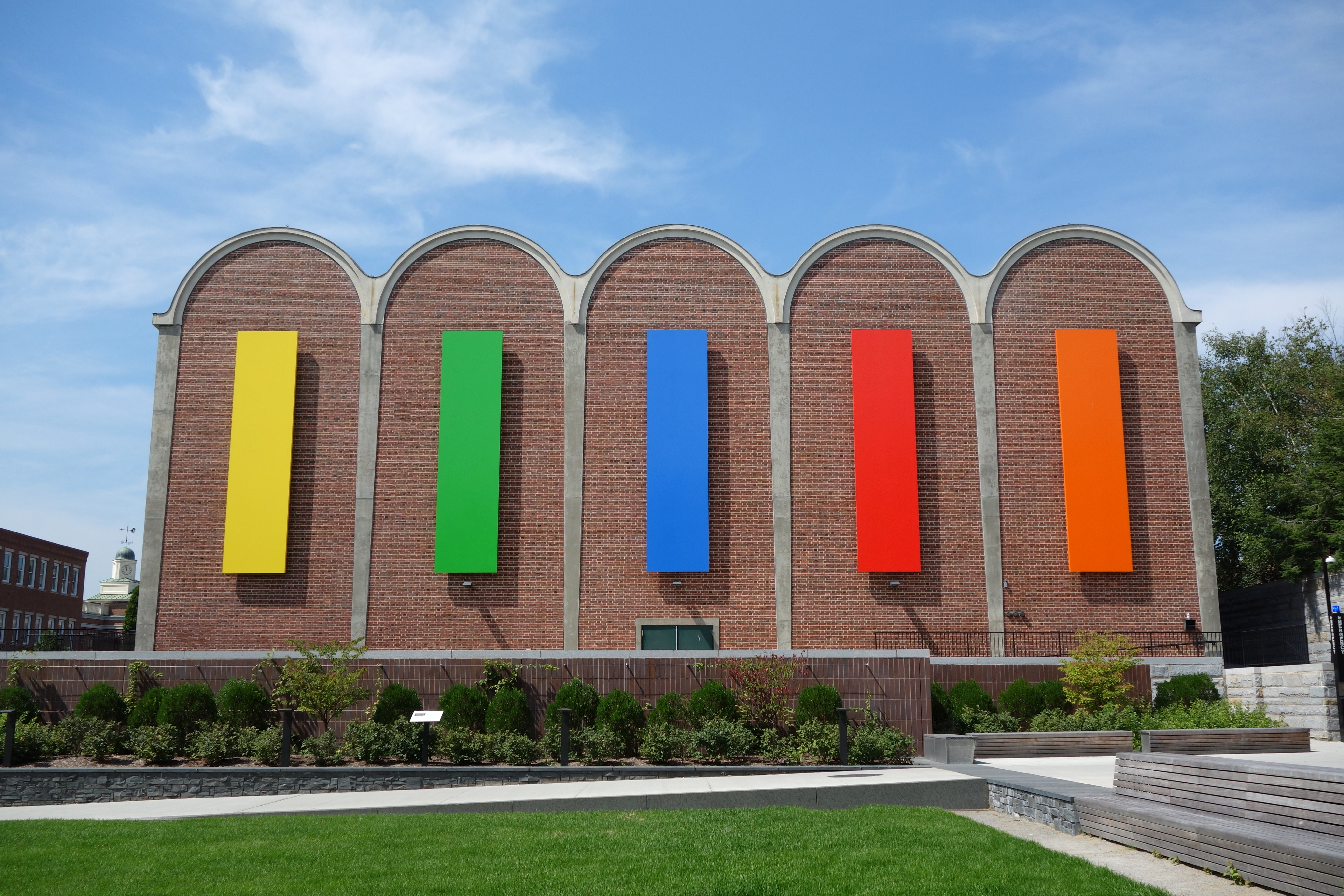
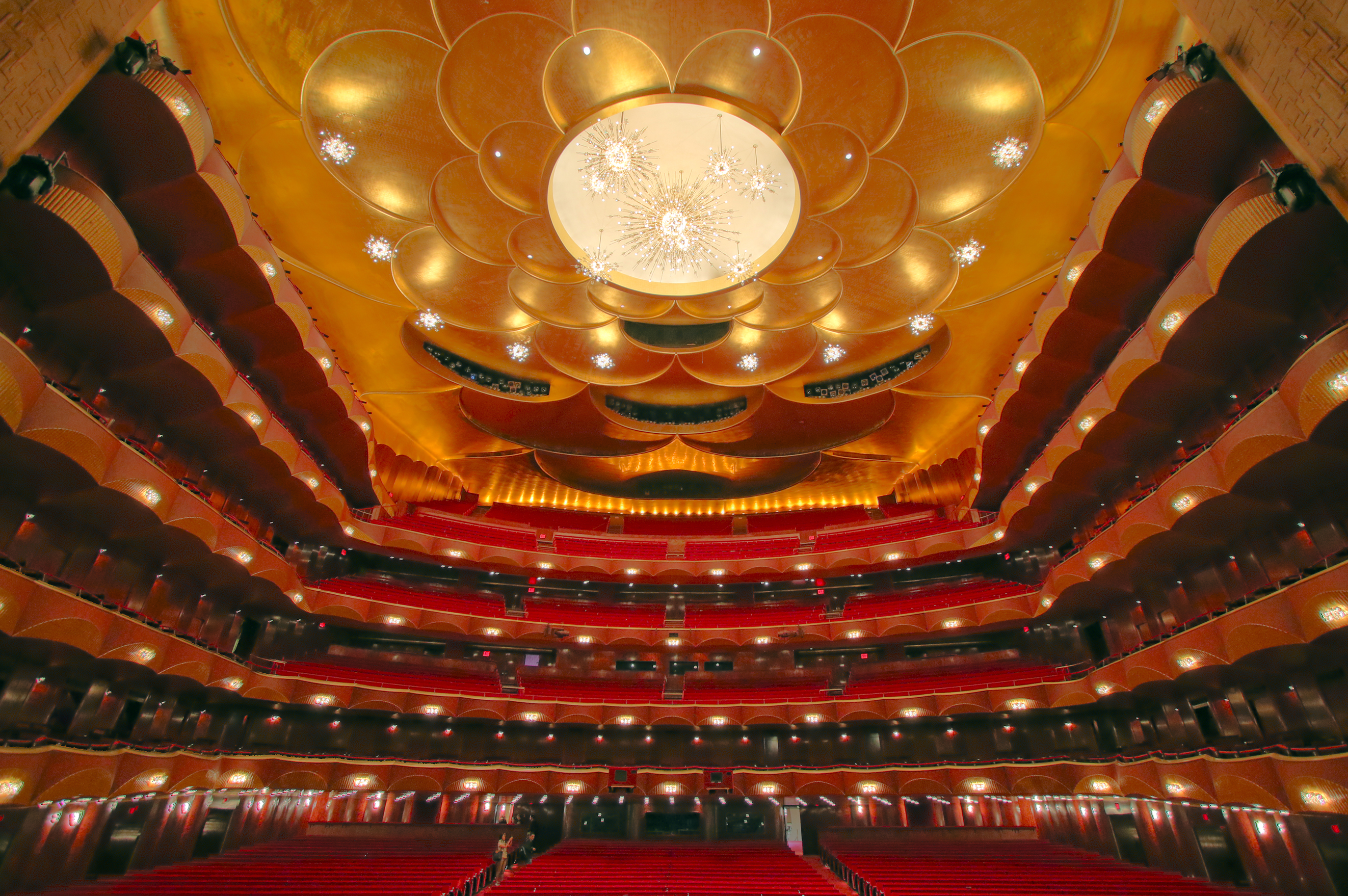
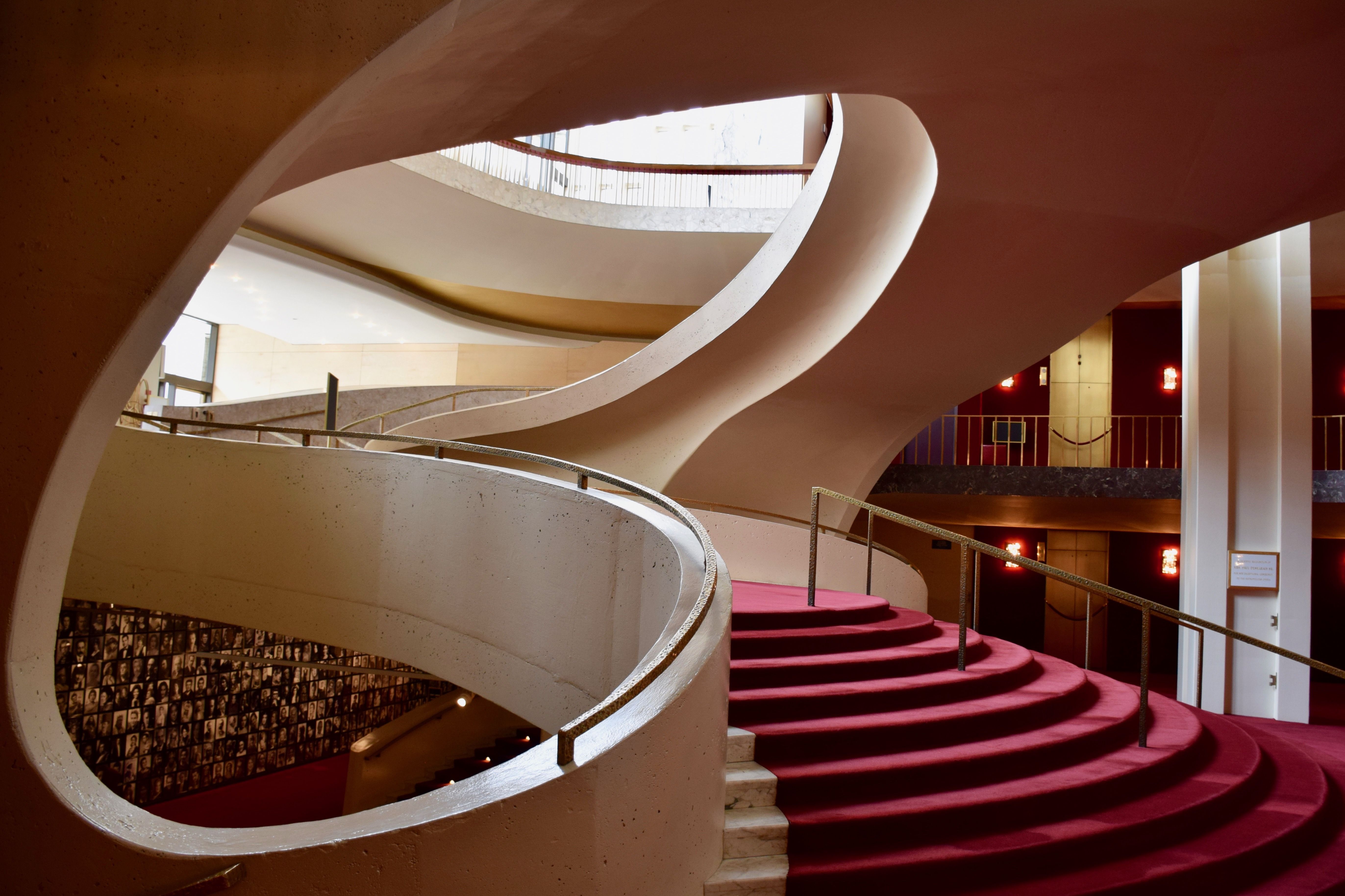
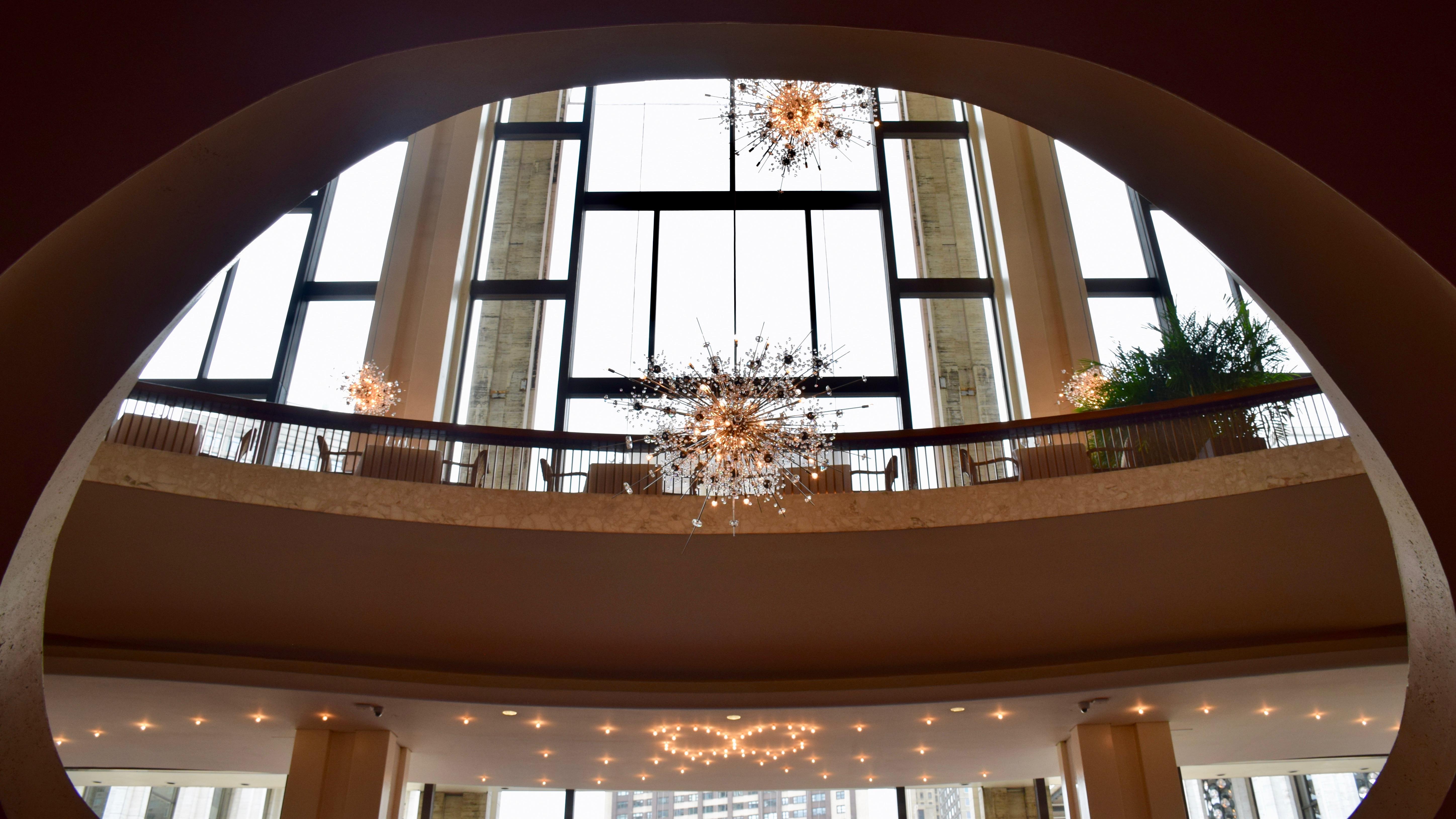
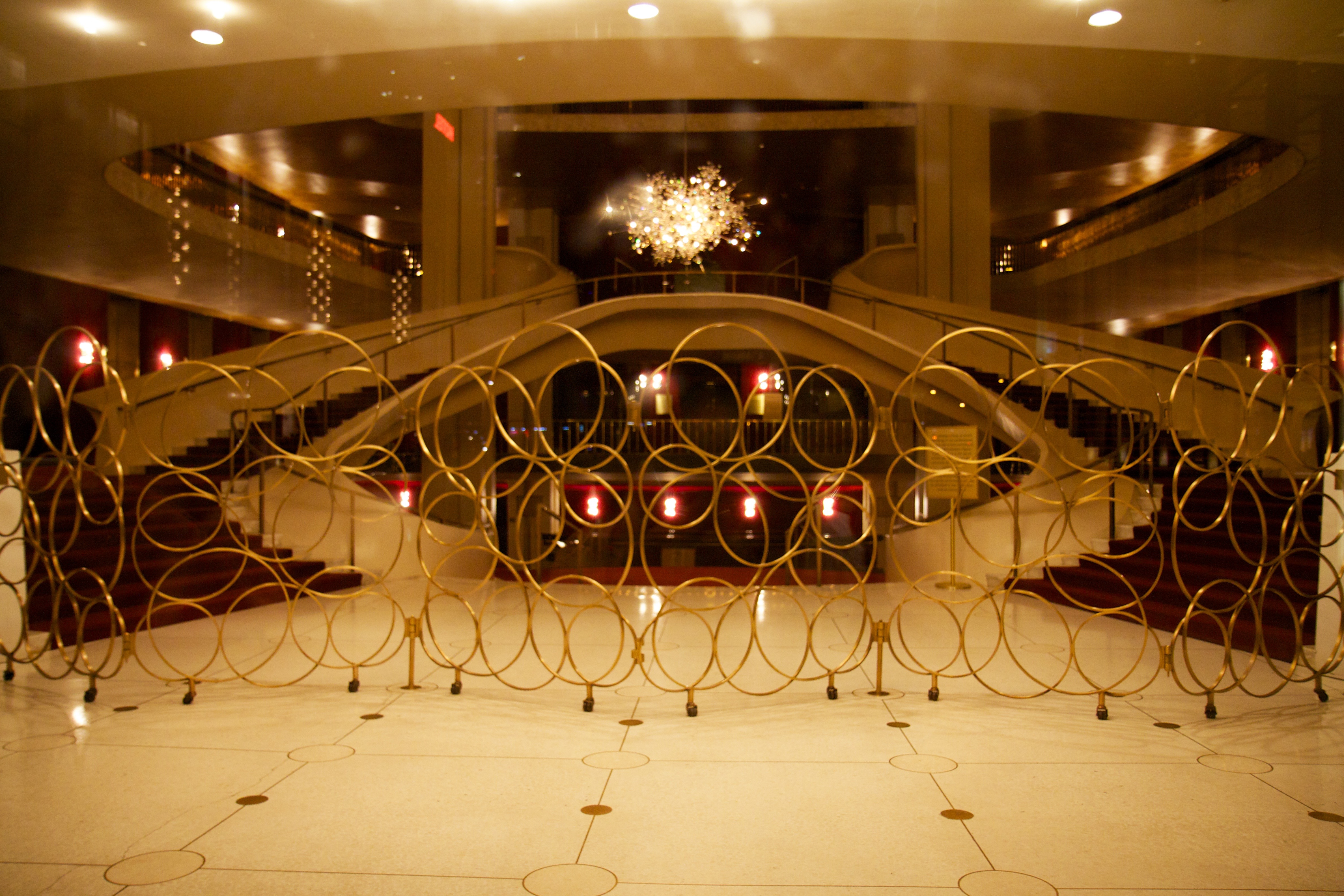
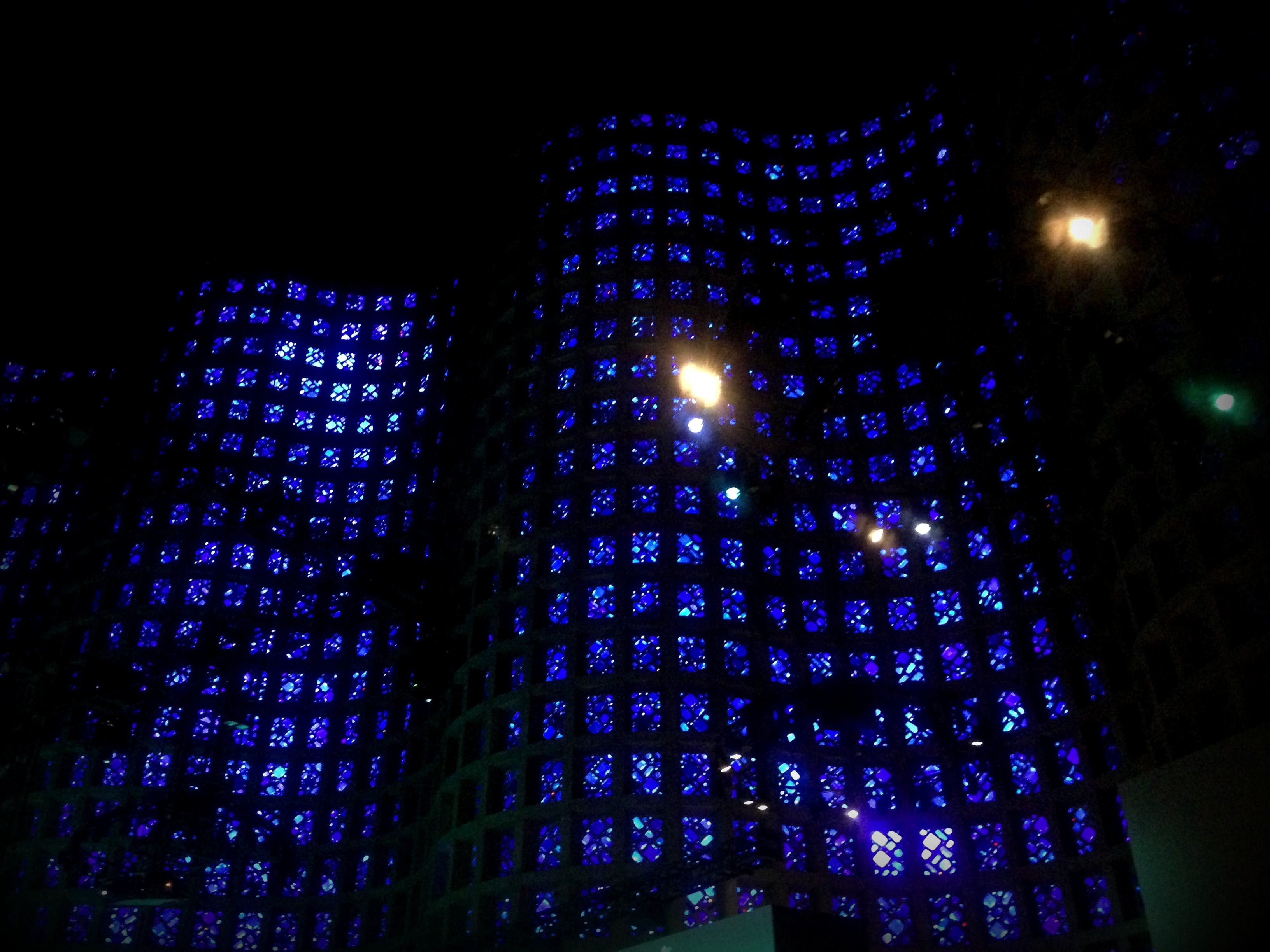
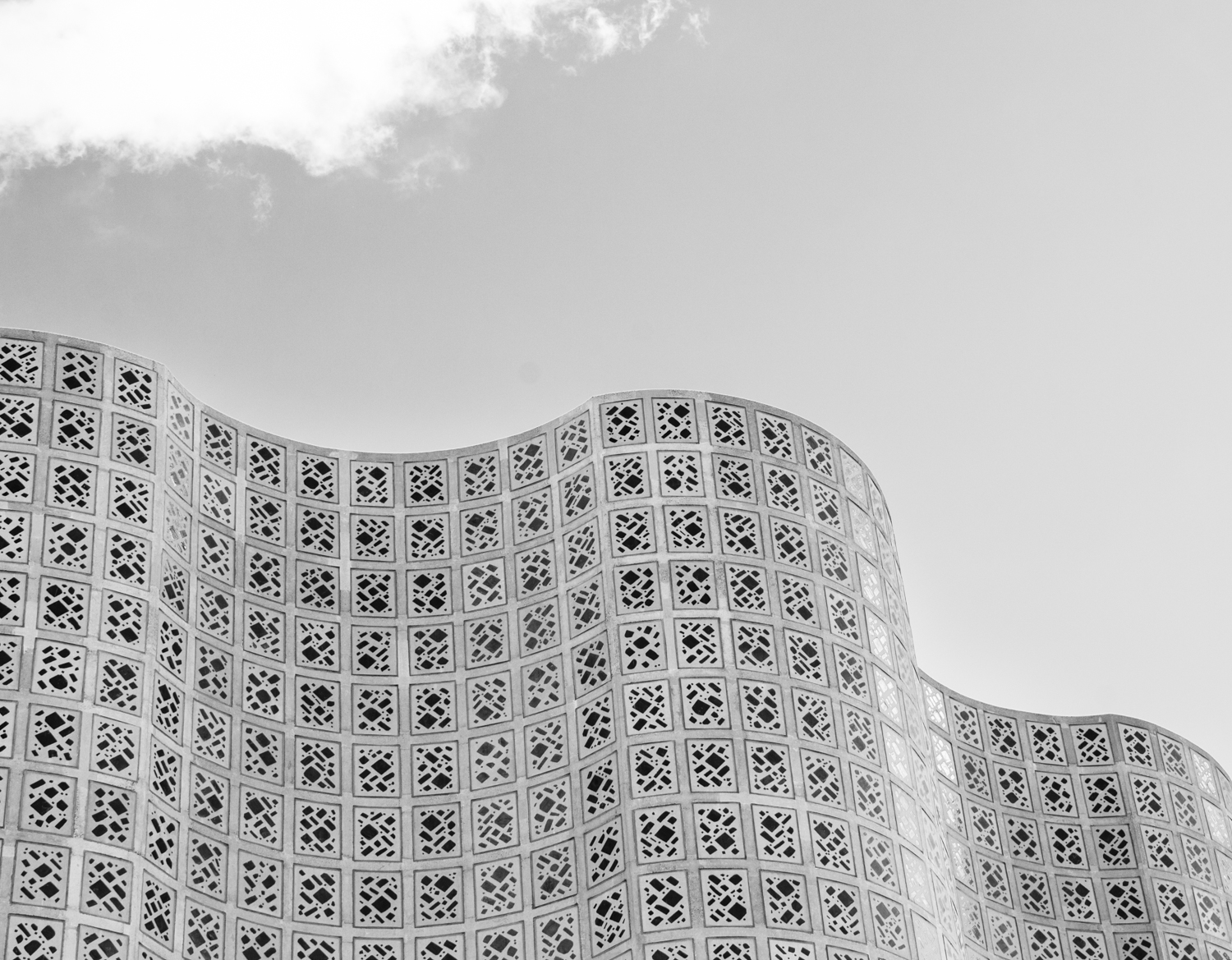